# Dannemois
Dannemois  [danəmwa] je francouzská obec v departementu Essonne, v regionu Île-de-France, 46 kilometrů jihovýchodně od Paříže.

## Geografie
Sousední obce: Soisy-sur-École, Videlles, Cély-en-Bière, Moigny-sur-École a Courances.
Obcí protéká řeka École.

## Vývoj počtu obyvatel
Počet obyvatel

## Osobnosti obce
- Jean Tinguely, sochař
- Niki de Saint Phalle, sochař
- Claude François, zpěvák
- Patrick Topaloff, zpěvák

## Památky
- kostel Saint-Mammès de Dannemois z 10. století